# الحاخامية الكبرى في إسرائيل

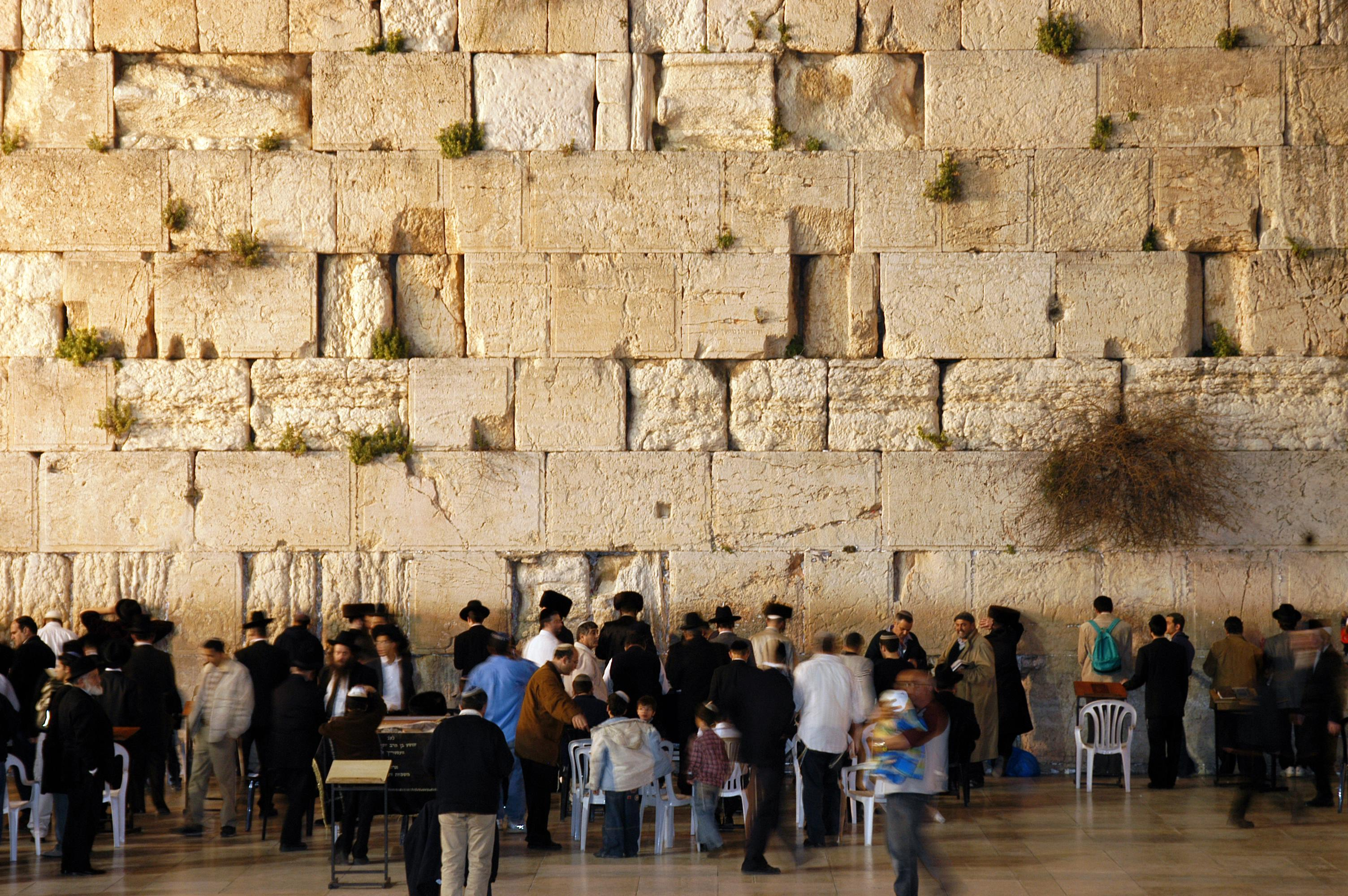

الحاخامية الكبرى في إسرائيل (بالعبرية: הרבנות הראשית לישראל) مؤسسة معترف بها من قبل القانون باعتبارها السلطة الهالاخاه (الفتوى) والروحية لليهود في إسرائيل وقد أنشأتها حكومة الانتداب البريطاني في فلسطين عام 1921 وكان الحاخام إسحق كوك أول رئيس لها، وتتكون الحاخامية في إسرائيل من اثنين من كبار الحاخامات، واحد من السفارديم والآخر من الاشكناز.